# اکاپولکو (شهرستان)
اکاپولکو (شهردار) (به اسپانیایی: Acapulco (municipality)) در مکزیک است که در گررو واقع شده‌است.

## خصوصیات
اکاپولکو ۱٬۹۲۱٫۵ کیلومترمربع مساحت و ۷۸۹٬۹۷۱ نفر جمعیت دارد.